# 中山田泰吉
中山田 泰吉（なかやまだ やすよし）は、戦国時代の武将。香宗我部氏の家臣。

## 生涯
天文13年（1544年）、土佐国香美郡東南部の国人・香宗我部秀通の長男として誕生。弟に秀政がいる。
弘治2年（1556年）10月21日に父・秀通が伯父の親秀によって暗殺されると、母の実家である細川宗桃に引き取られる。しかし、秀通殺害を悔やんだ親秀は泰吉を呼び戻し自身の隠居地を与えた。やがて泰吉は所領の中山田（現・高知県香南市野市町）に移り住む。
のちに宗家を継いだ香宗我部親泰に遠慮して中山田に改姓。家老として親泰をよく補佐し、その没後は遺児・貞親の後見した。関ヶ原の戦いによる長宗我部盛親の改易後は新領主の山内一豊に仕えた。寡黙で礼儀正しく智勇に優れたため、人々から敬愛されたという。
慶長18年（1613年）、死去。